# Bregenzerwaldgebirge
Het Bregenzerwaldgebirge of Bregenzerwaldgebergte is een bergmassief in de Oostenrijkse deelstaat Vorarlberg. Het makt deel uit van de oostelijke Alpen.

## Geografie
Het Bregenzerwaldgebirge is geheel gelegen in de Oostenrijkse deelstaat Vorarlberg.
Het Bregenzerwaldgebirge wordt begrensd door
- de Allgäuer Alpen in het oosten,
- het Lechquellengebergte in het zuiden,
- de Rätikon over de Ill-Fluss-Tal in het zuidwesten,
- de Appenzeller Alpen over het Alpenrijndal in het westen (reeds behorend tot de westelijke Alpen),
- het Bodenmeer (Duits: Bodensee) naar het noordwesten.

Het gebied komt niet helemaal overeen met de regio Bregenzerwald. De naam Bregenzerwaldgebirge wordt voornamelijk gebruikt door alpinisten.

## Bergtoppen

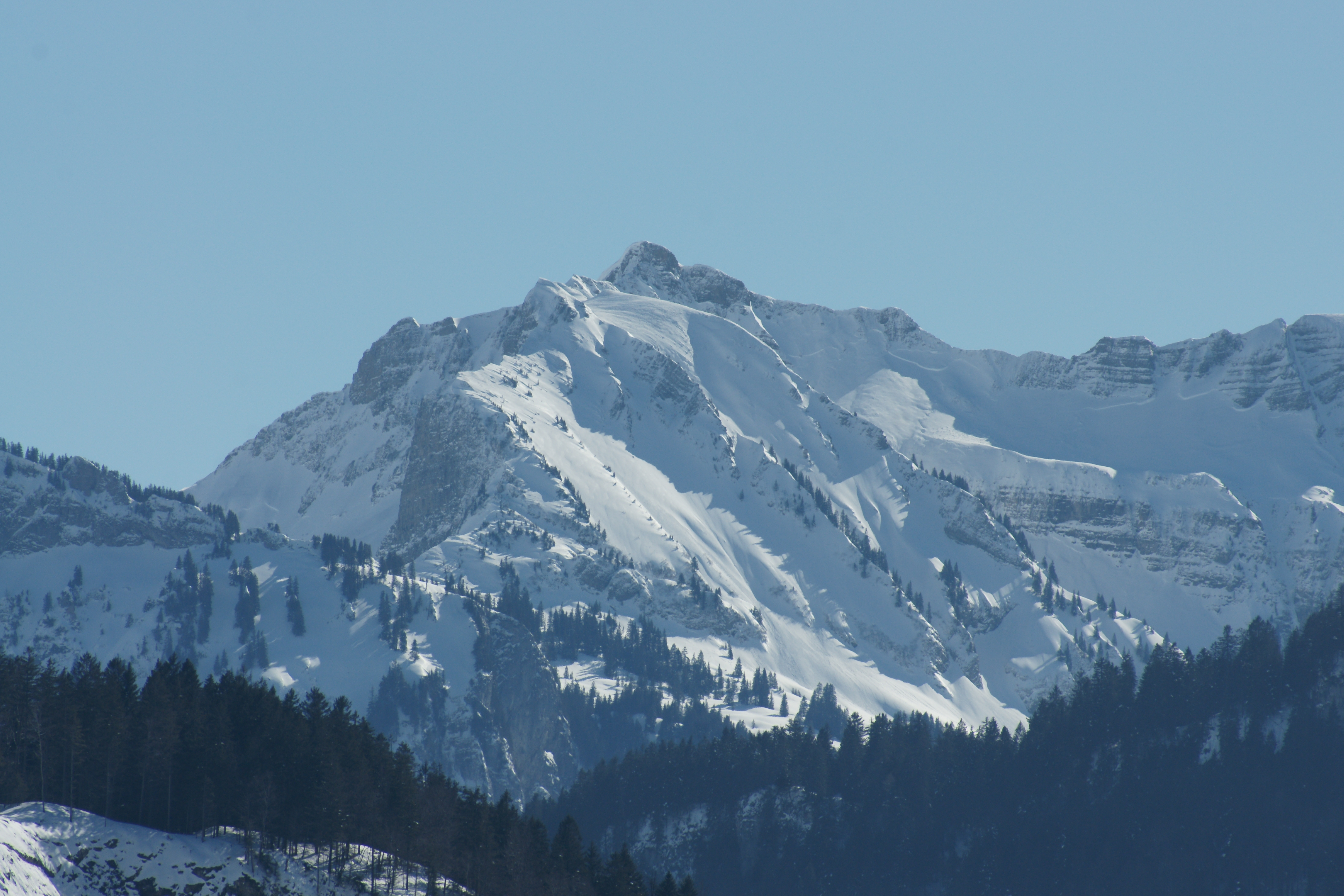
De bergtop Klippern (2.066 m)

De tien hoogste toppen van het Bregenzerwaldgebirge zijn:
| Bergtop                | Hoogte in m | Berg is deel van ... |
| ---------------------- | ----------- | -------------------- |
| Glatthorn              | 2.133       | Glatthorngroep       |
| Türtschhorn            | 2.096       | Glatthorngroep       |
| Damülser Mittagsspitze | 2.095       | Damülser Berge       |
| Hochblanken            | 2.068       | Damülser Berge       |
| Klippern               | 2.066       | Damülser Berge       |
| Sünser Spitze          | 2.061       | Damülser Berge       |
| Gungern                | 2.053       | Damülser Berge       |
| Ragazer Blanken        | 2.051       | Damülser Berge       |
| Holenke                | 2.044       | Kanisfluh            |
| Sünserkopf             | 2.032       | Damülser Berge       |

## Lange-Afstands-Wandelpad
De Binnelgrat is het meest veeleisende deel van de noordelijke Alpenroute in het Bregenzerwald. De Europese Wandelroute E4 en E5 lopen langs dezelfde route in het noordelijke deel van het Bregenzerwald over de Brüggelekopf en de achterkant van de Schneiderkopf.
De alpiene variant van de E4, die identiek is aan de Nordalpenweg (Oostenrijkse langeafstandswandelroute 01), loopt van Damüls via de Portla Fürkele, het Freschenhaus, de Hohe Freschen, de Mörzelspitze, de Weißenfluh-Alpe, de Bregenzer Hütte, de Lustenauer Hütte en de Bödele naar de Brüggelekopf, waar hij samengaat met de standaardvariant, en door het hele westelijke Bregenzerwald-gebergte loopt.
De rode route van de Via Alpina, met etappes R54 en R55, raakt het Bregenzerwald aan de zuidelijke rand bij het oversteken van de Großwalsertal aan de voet van de Glatthorn-groep en de Walserkamm.

## Fotogalerij

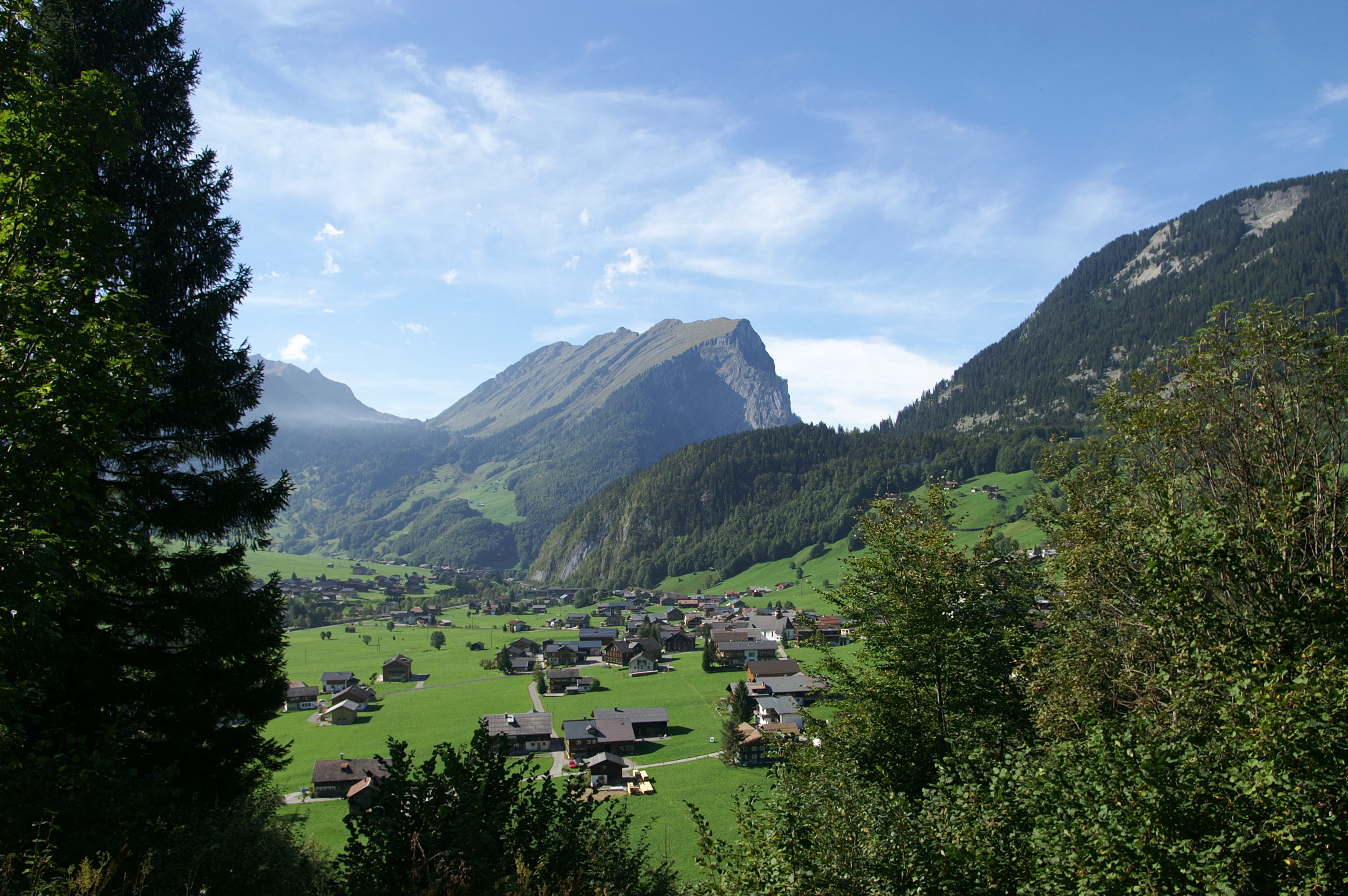
Uitzicht vanaf Holdamoos naar de Kanisfluh in Au (Vorarlberg)
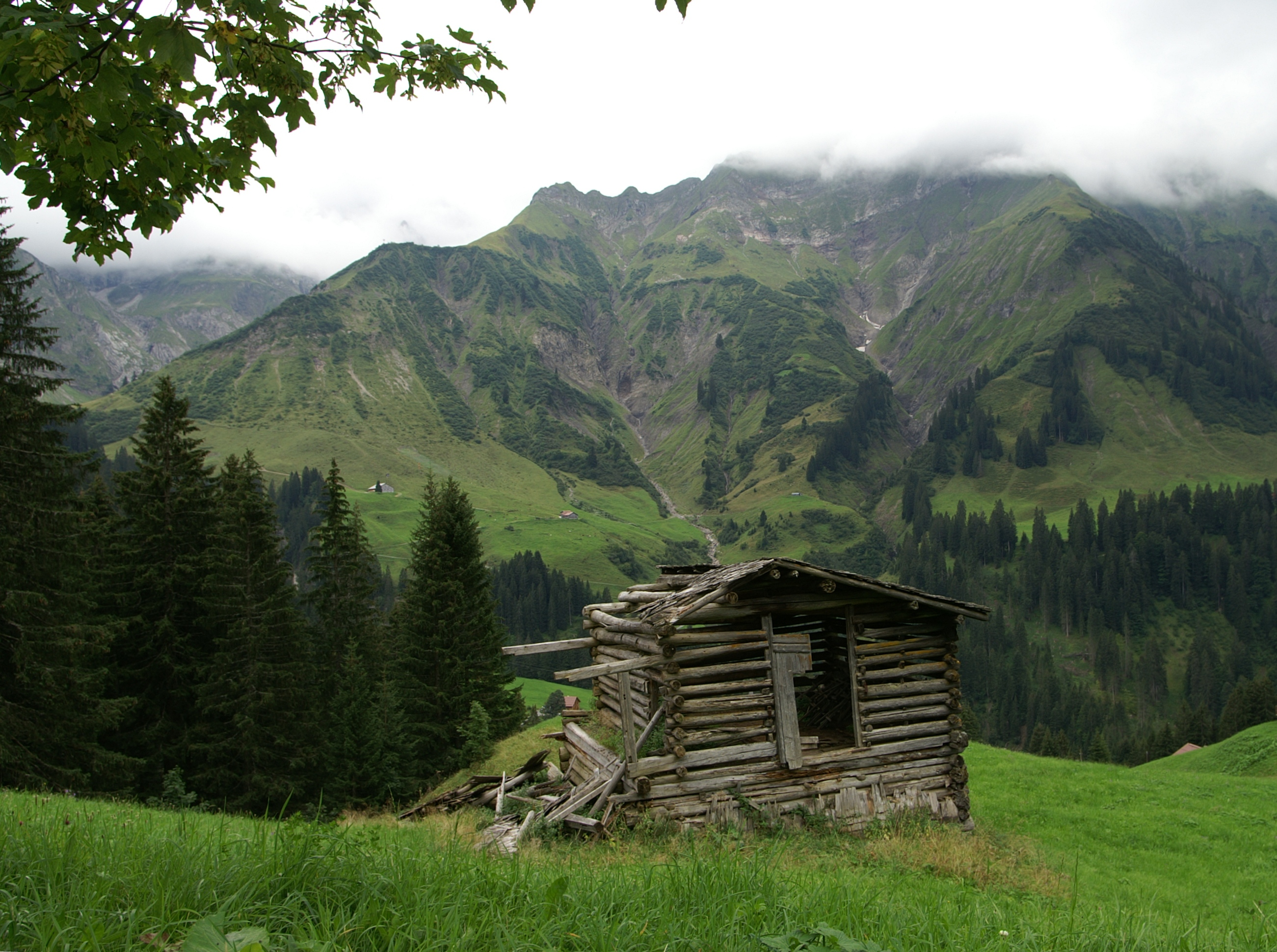
Hooihut boven Schröcken in het Bregenzerwald
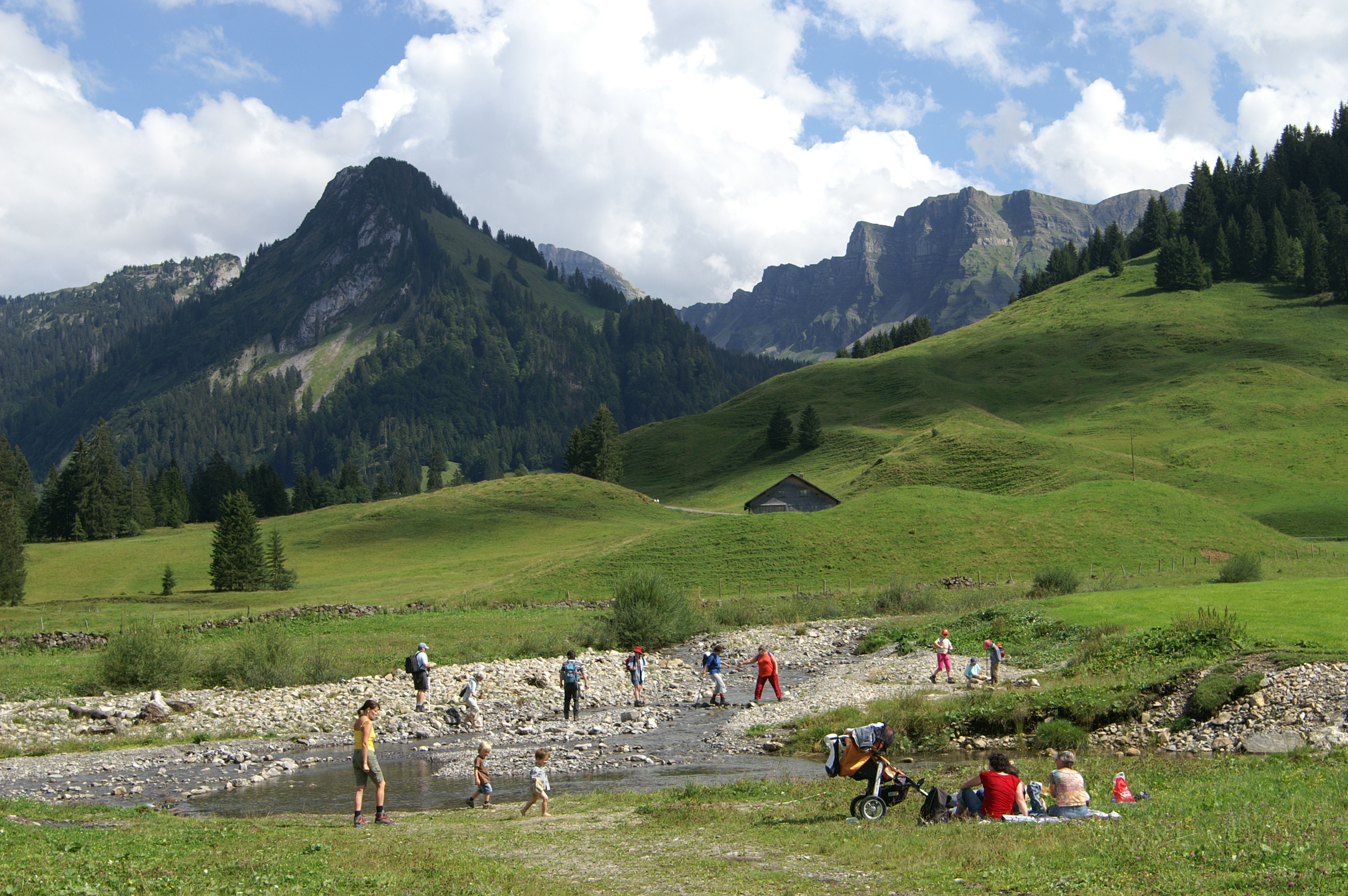
Vorsäss, Maisäss Schönenbach bij Bizau in het Bregenzerwald op de voorgrond de Subersach van de Sevisschrofen 1.659 m, op de achtergrond Hehle Kopf 2.058 m en Pellinger Köpfle 1.994 m
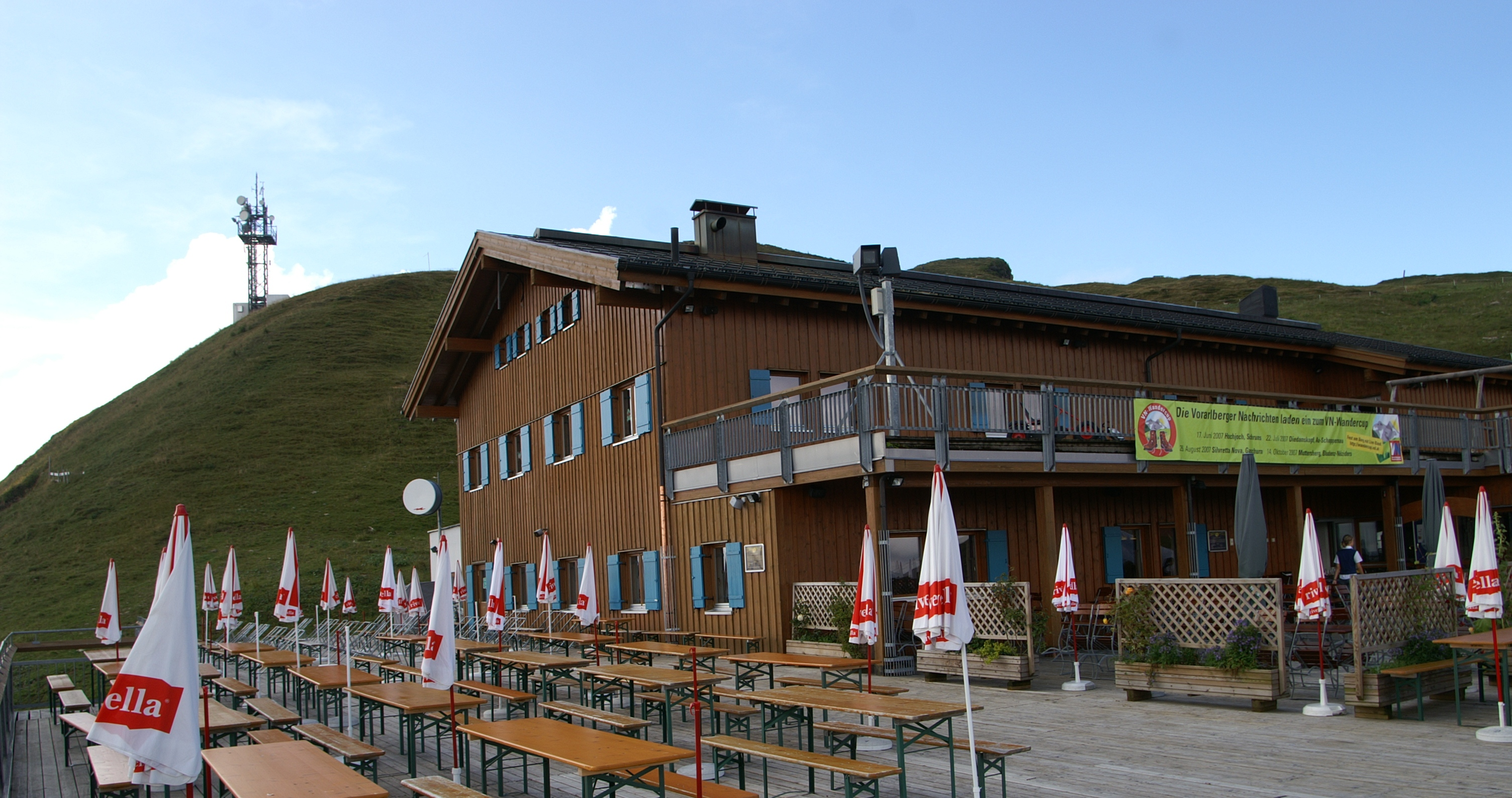
Bergstation en restaurant van de Diedamskopf-bergbanen in Schoppernau in het Bregenzerwald
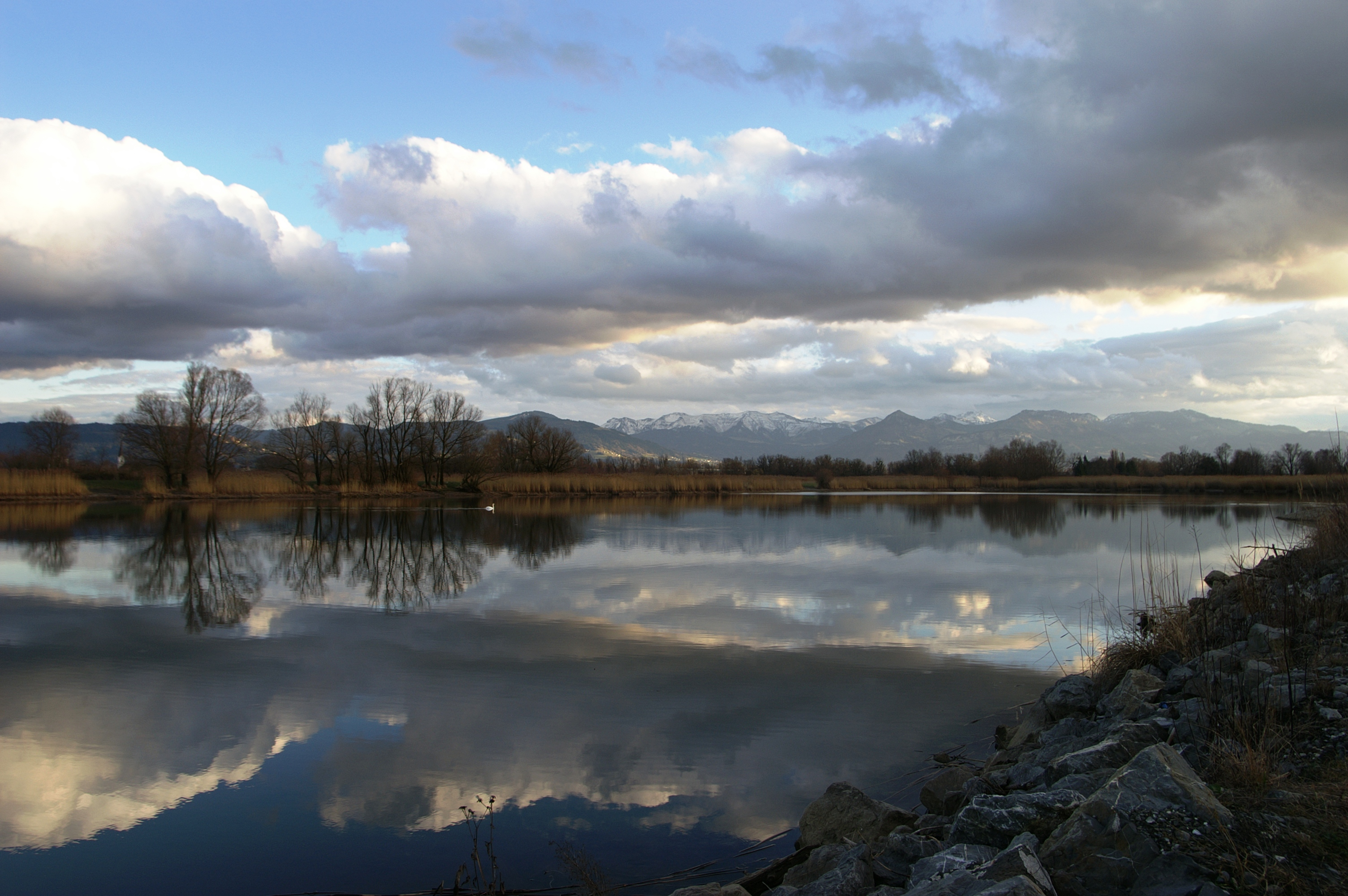
Blik vanuit Hard (Schleienlöcher) naar de First
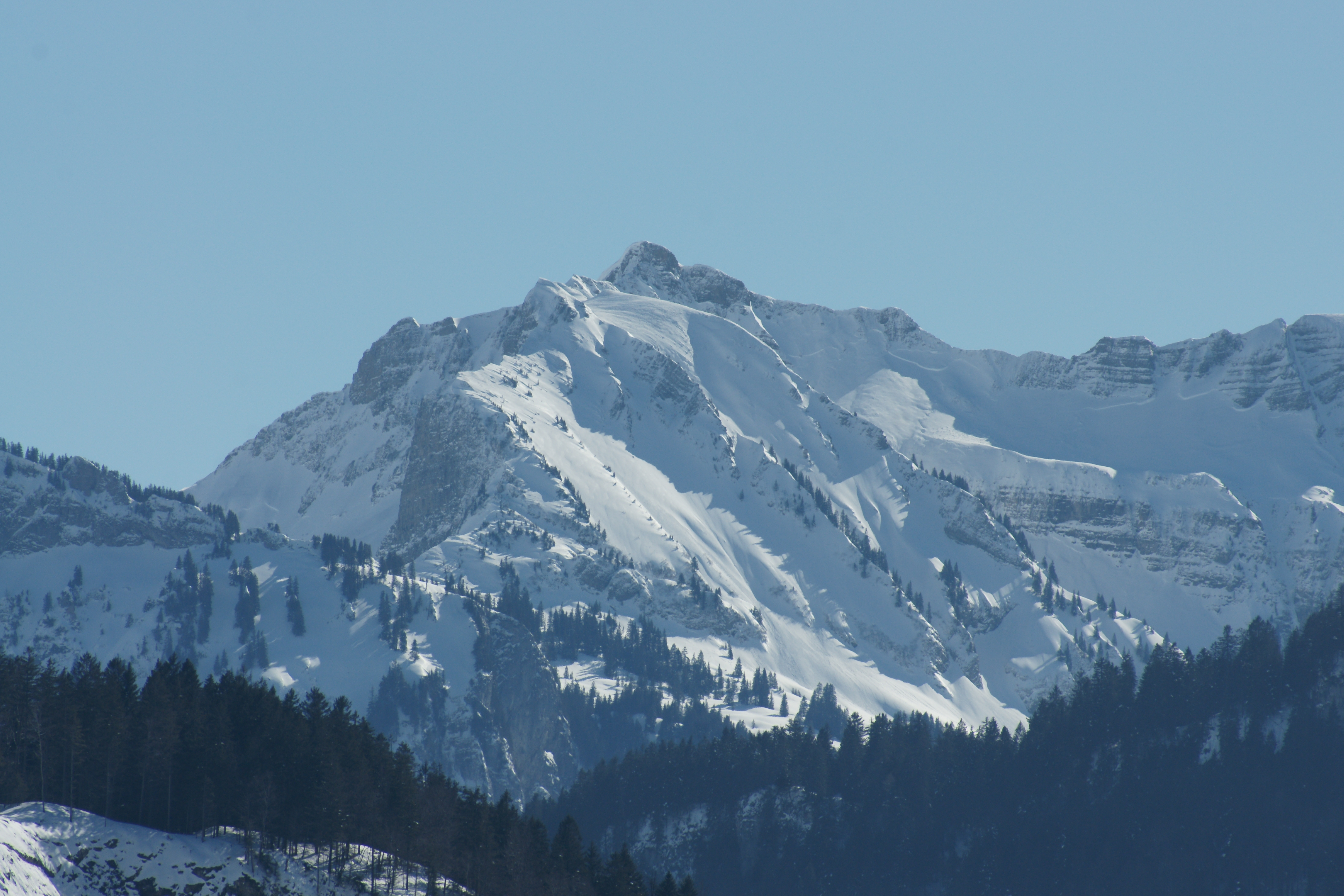
De Klippern (2.066 m), gefotografeerd vanuit Mellau, bevindt zich in het Bregenzerwald tussen de Kanisfluh en de Damülser Mittagsspitze
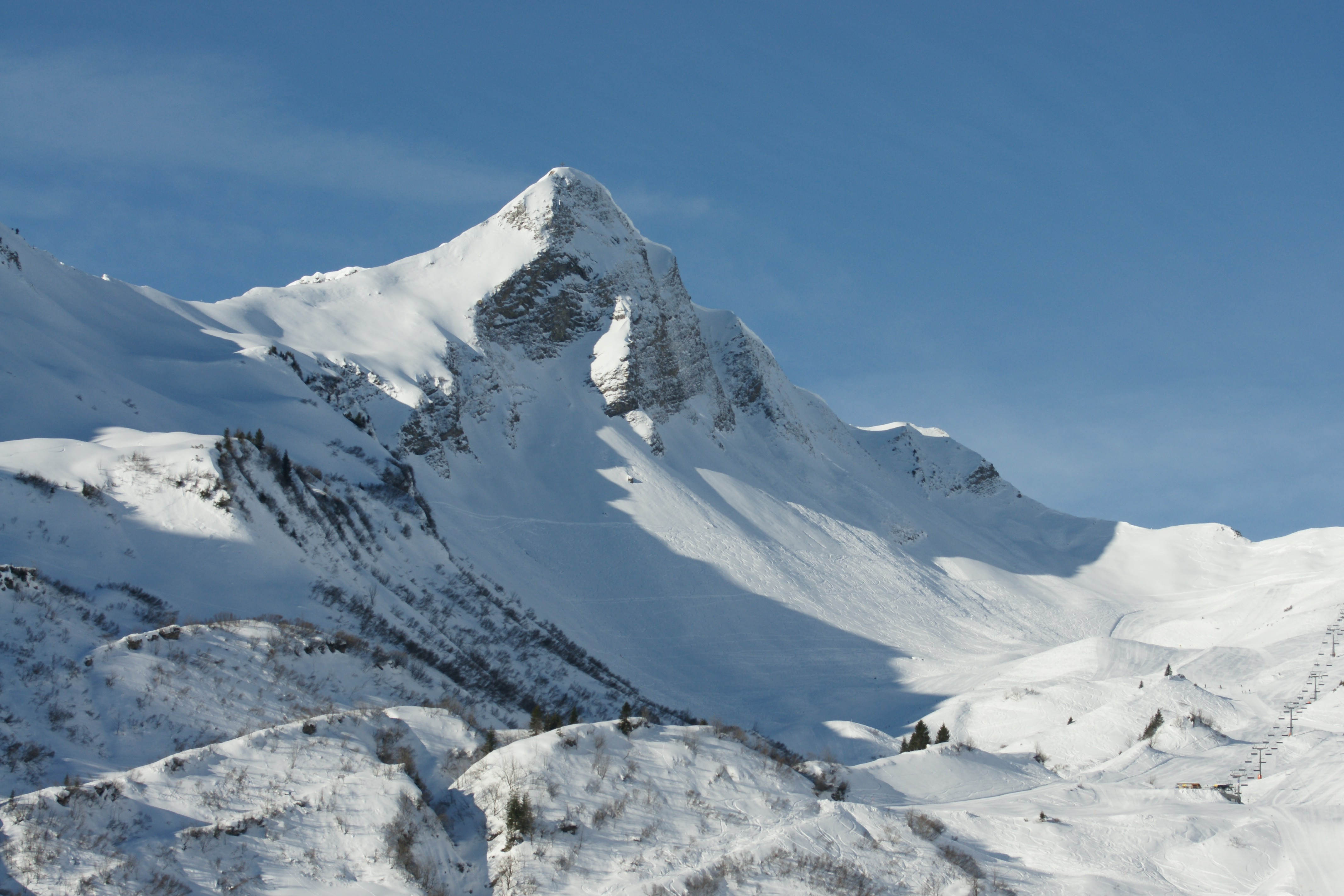
Uitzicht vanaf de voet van de Zafernhorn in Fontanella-Faschina naar de hoogste berg in het Bregenzerwald: de Glatthorn
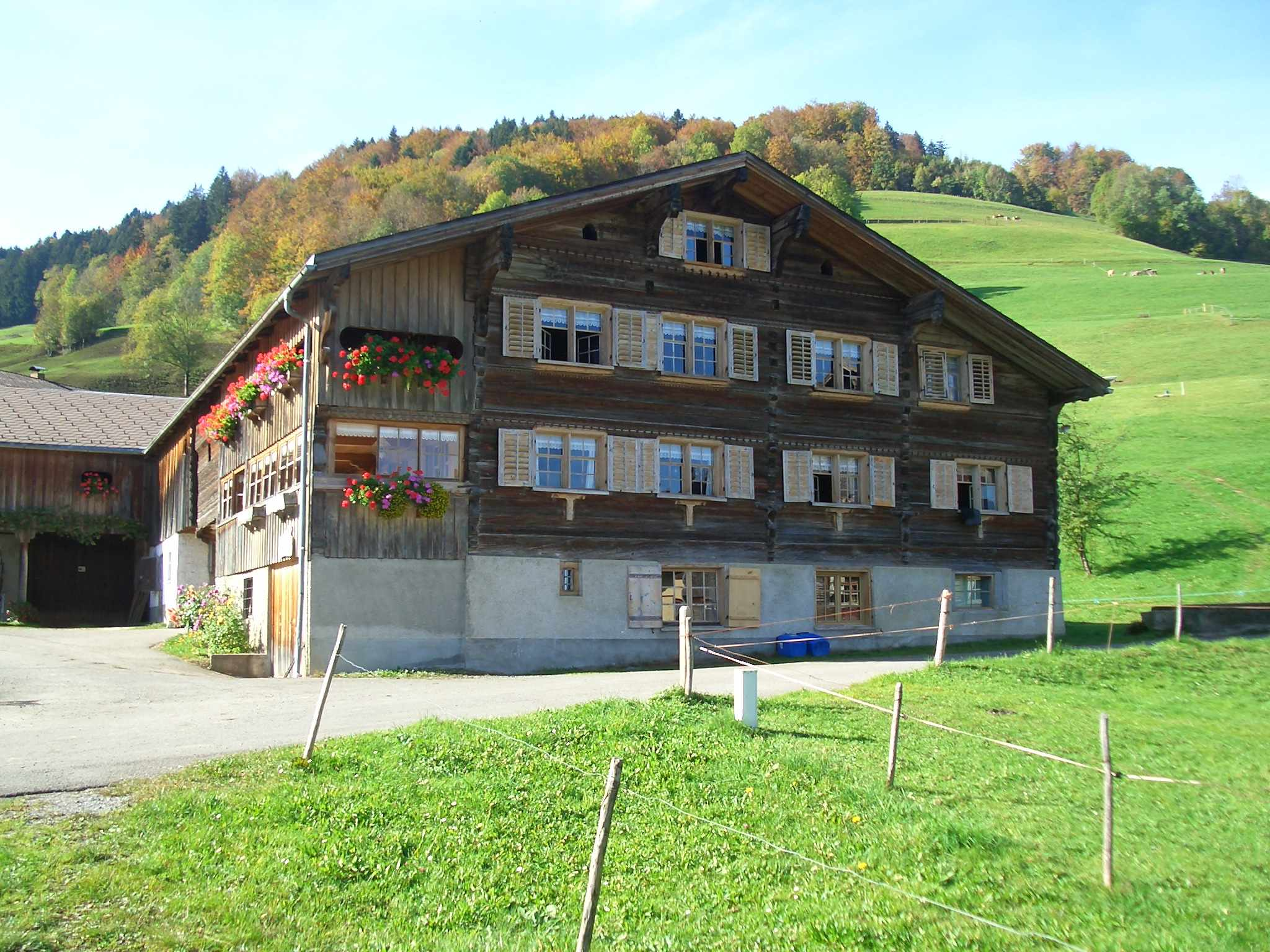
Een typisch Bregenzerwälder huis
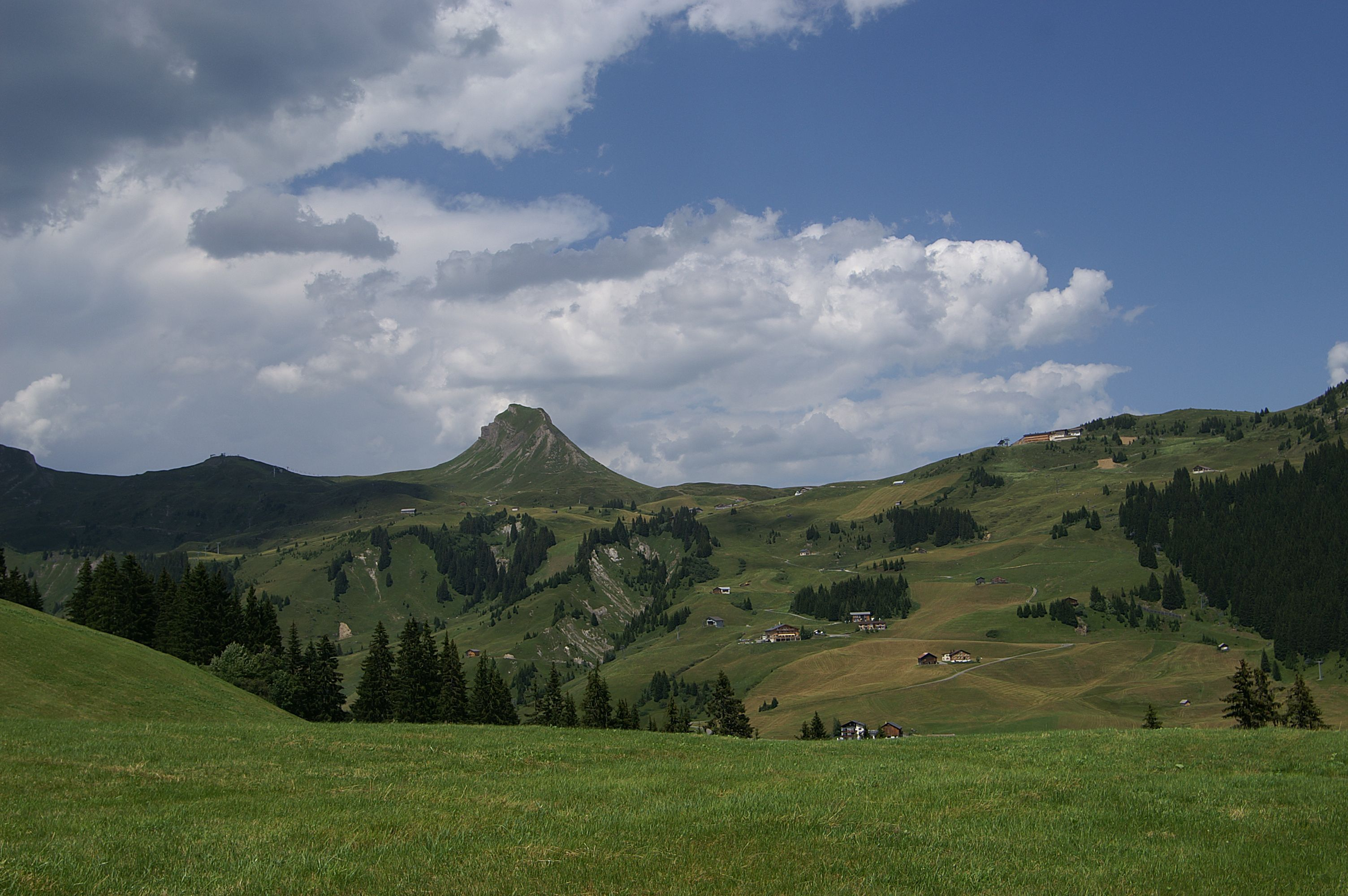
Damülser Mittagsspitze (2.095 m), uitzicht vanaf de Damüls-kerk.
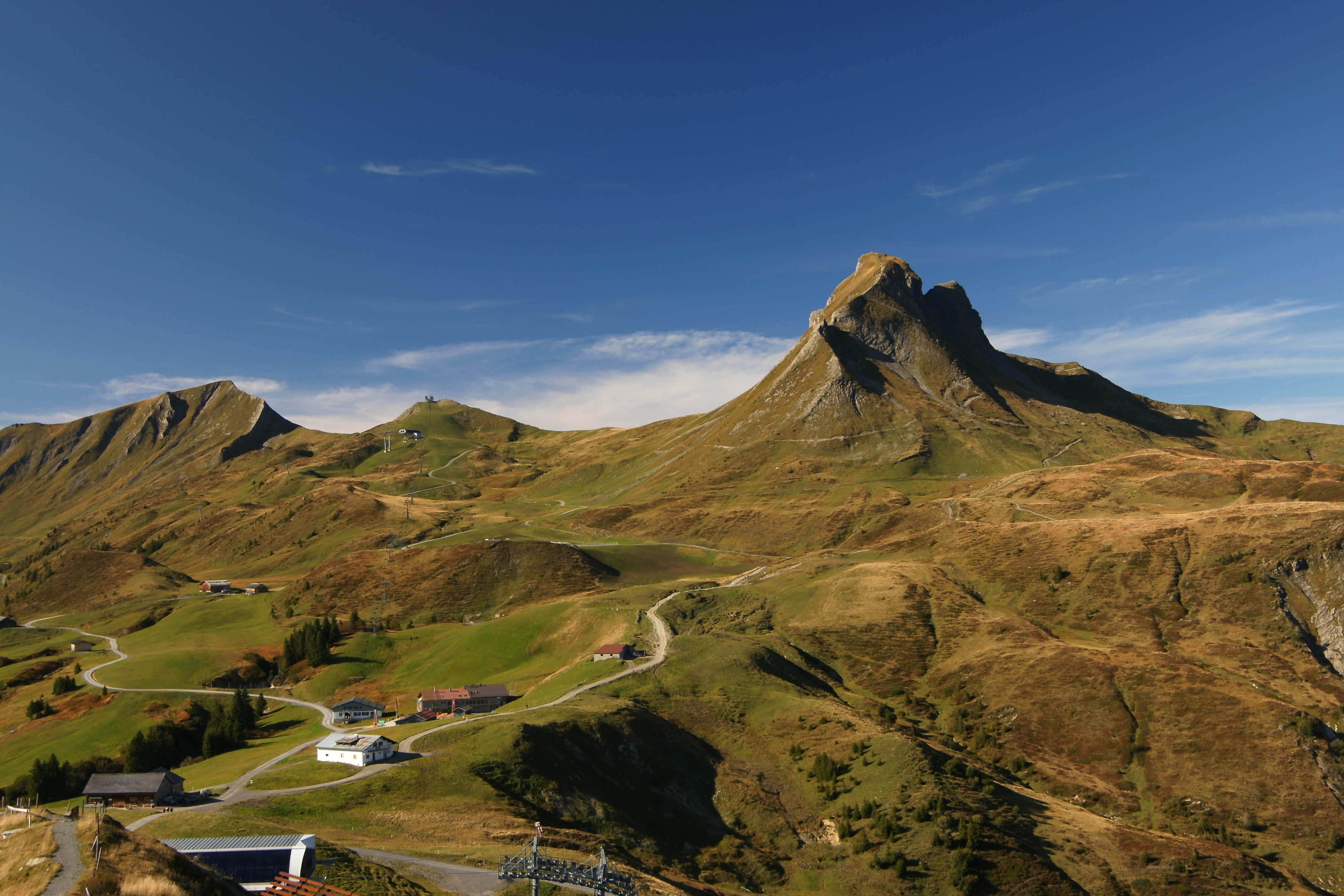
Damülser Mittagsspitze (2.095 m)